# Freelancer
Freelancer — відеогра в жанрі космічного симулятора торгівлі та боїв, розроблена Digital Anvil і видана Microsoft Game Studios. Гра є продовженням іншого космічного симулятора від Digital Anvil, званого Starlancer і випущеного 2000 року. Гру було вперше анонсовано Крісом Робертсом 1999 року, і після кількох зсувів графіку розробки та придбання Digital Anvil корпорацією Microsoft її було зрештою випущено 2003 року.
Гравці відіграють ролі пілотів космічних кораблів. Ці персонажі літають одномісними кораблями, досліджуючи планети та космічні станції 48 відомих зоряних систем. Вони також беруть участь у битвах з іншими пілотами (контрольовані як гравцями, так і комп'ютером) з метою захисту торговців або пограбування їх. Також гравці можуть займатися полюванням за головами чи торгівлею. Однокористувацький режим призначає гравцеві роль Едісона Трента, який, виконуючи послідовність місій, рятує сектор Сіріусу від загадкової іншопланетної загрози. У багатокористувацькому режимі гравці вільні у виборі своєї ролі, і починають дослідження з початку.
На початку розробки Робертс обіцяв такі можливості, як автоматичне маневрування, динамічна економіка та багатокористувацький режим за участю тисяч гравців, але врешті-решт було реалізовано лише звужені їх версії. Перші технічні демо-версії гри вразили оглядачів, але після придбання Microsoft і звільнення Робертса з Digital Anvil, критики мали сумніви щодо гри. Оглядачі визнали кінцевий продукт технічно добрим, але таким, що не задовольнив їхніх очікувань.

## Ігровий процес
Гравці відіграють ролі пілотів, які літають одномісними космічними кораблями, займаються торгівлею на космічних станціях і планетах та вступаючи в бій з іншими суднами. Починаючи з малим космічним кораблем в одній з зоряних систем, персонаж гравця досліджує її, відкриваючи нові системи для подальших пригод. Кожна система надає можливості для збільшення статку пілота; крім виконання робіт з перевезення товарів і полювання на злочинців персонаж гравця може брати участь у торгівлі. Основною метою персонажа гравця у грі є накопичення грошей і придбання кращого корабля, більш просунутої зброї та обладнання для його корабля.
Ігровий процес відбувається переважно за допомогою вказування та натискання мишею та кількома командами клавіатури. Ця система також використовується для управління космічним кораблем, на відміну від традиційного використання джойстиків у симуляторах космічних польотів. Оглядаючи свій космічний корабель ззаду, гравці скеровують його пересуванням миші у тому напрямку, куди вони бажають летіти. Космічні кораблі у грі «Freelancer» наслідують спрощену динаміку польотів; однак, реалізму додає здатність суден вимикати живлення двигунів та обертатися навколо своєї осі, ковзаючи вздовж початкового шляху — збереження імпульсу. Натискання клавіші миші призводить до пострілу з корабельної зброї у напрямку курсора. Інтерфейс не має зображення радара; положення об'єктів поза екраном позначається вказівниками на межі екрану. Прицілювання, спілкування та навігаційні дані показуються на інформаційних панелях, які можуть бути згорнуті.
Після стикування пілота з космічною станцією чи посадки на планету, екран та інтерфейс змінюються відповідно до відвіданої області. Гравець переміщує пілота до інших місць і взаємодіє з деякими об'єктами, як-от читання дошки оголошень і розмова з іншими персонажами, шляхом натискання на їхнє графічне представлення. Економіка гри «Freelancer» складається з купівлі та продажу космічних кораблів, їхнього озброєння й устаткування, а також товарів. Деякі товари у деяких системах розглядаються як контрабанда, і тому вони мають перевозитися таємно повз поліцейські патрулі до покупців. Контрольовані комп'ютером персонажі (неігрові персонажі або НІПи) у визначених місцях на планетах або станціях пропонують завдання чи роботу.

### Багатокористувацька гра
У грі «Freelancer» наявний багатокористувацький режим, який дозволяє до 128 гравцям грати разом. Багатокористувацькі ігри розташовуються на ігрових серверах, яким може стати будь-який персональний комп'ютер, що відповідає системним вимогам до гри. Ігровий процес схожий на однокористувацький режим, але сюжетні завдання відсутні. Сервер зберігає індивідуальні записи прогресу гравців, завдяки чому вони можуть продовжити гру після наступного входу на сервер. Таким чином для них підтримується стійка віртуальна галактика.
Багатокористувацька гра надає такі можливості взаємодії між гравцями, як: листування, створення груп, торгівля та передача вантажів безпосередньо в космосі. В режимі мережевої гри гравець має можливість створювати на сервері кількох персонажів, але загальна їх кількість на одному ключі, що генерується під час встановлення гри та зберігається в реєстрі, обмежена.
Більшість сучасних серверів мають власні серверні моди, тому перед початком гри на них необхідно з'ясувати наявність модів на обраному сервері та за необхідності встановити їх перед грою. Для організації сервера використовується програма FLServer, яка входить до дистрибутиву гри.

## Ігровий світ
Події Freelancer розгортаються приблизно через 800 років після гри Starlancer. Сонячна система поглинута столітньою війною між Альянсом і Коаліцією. Усвідомлюючи поразку, Альянс відправив п'ять кораблів зі сплячими до системи Сіріус, де вони й оселилися, перетворивши навколишній простір на світ політичних інтриг і можливостей. Кожен з кораблів було названо на честь земної нації, якій належала більшість колоністів на борту кожного з них: Кусарі (Японія), Рейнландія (Німеччина, Скандинавія), Свобода  (США), Бретонь (Велика Британія) та Іспанія (країни Середземномор'я). Під час останньої битви ці кораблі зуміли пробитися крізь ударний флот Коаліції і стрибнути в напрямку сектора Сіріусу. Повна версія заставки, скорочена перед виходом гри, розповідає про знищення Сонячної системи кораблем Кочівників (англ. Nomads), які спричинили вибух Сонця. Єдиним уцілілим був генерал Альянсу Аттікус Рокфорд, метою подальшого життя якого стало попередити колоністів про небезпеку[неавторитетне джерело].
З прибуттям людей до системи Сіріусу розпочалася так звана Космічна ера (англ. AS — к.е.). Колонізований сектор Сіріусу розділено на чотири Доми: Свобода зі столицею на планеті Манхеттен), Кусарі зі столицею на планеті Новий Токіо), Рейнландія — Новий Берлін і Бретонь — Новий Лондон. Форми правління аналогічні відповідним земним державам: Свобода — демократія з обраним президентом Барбарою Якобі, Кусарі — феодальна система на чолі зі сьоґуном Едо, Бретонь — конституційна монархія на чолі з королевою Каріною, а Рейнландія — військовий уряд Пруссії XIX століття на чолі з канцлером Флоріаном Густавом Німаном. Між Домами знаходяться Прикордонні та Незалежні світи, які контролюються різними фракціями: гірничодобувними компаніями, напівлегальними організаціями чи піратами. Корабель «Іспанія» зазнав ушкодження внаслідок саботажу і був покинутий у системі Омікрон Альфа, де і він досі там стоїть серед поля уламків поряд з планетою Ізгоїв — Мальтою.
| Простір Свобода: - Нью-Йорк - Каліфорнія - Колорадо - Техас - Аляска | Простір Бретонь: - Новий Лондон - Дублін - Единбург - Кембридж - Лідс - Манчестер | Простір Кусарі: - Новий Токіо - Кюсю - Сікоку - Тохоку - Хоккайдо - Хонсю - Чугоку | Простір Рейнландія: - Новий Берлін - Гамбург - Дрезден - Франкфурт - Штутгарт | Незалежні світи: - Берінг - Галілео - Гудзон - Кеплер - Кортес - Магеллан | Прикордонні світи: - Омега-3 - Омега-5 - Омега-7 - Омега-11 - Омега-41 - Сигма-13 - Сигма-17 - Сигма-19 - Тау-23 - Тау-29 - Тау-31 - Тау-37 | Світи Омікрон: - Омікрон Альфа - Омікрон Бета - Омікрон Гамма - Омікрон Тета - Великий Омікрон - Малий Омікрон - Омікрон Бета-2 - Верхня невідома система - Нижня невідома система |

- Простір Свобода — складається з п'яти систем включно з засекреченою системою Аляска, гіпербрама до якої знаходиться в системі Нью-Йорк, у мінному полі під назвою Зона-21 (алюзія на Зону 51) і потрапити до якої можливо винятково під час однієї з місій, після чого брама блокується. Системи Свободи добре досліджені й добряче засмічені. У хмарах відходів можна збирати брухт і продавати його на приймальних пунктах, а також вони є прихистком злочинних угруповань, як-от: Волоцюг Свободи, Ізгоїв, Ксеносів і Хакерів Лейну (англ. Lane Hackers, досл. Шляхові Хакери). В системі Нью-Йорк знаходиться аномальне утворення під назвою «Безплідні землі» (англ. Badlands) — темна хмара, в якій знаходиться гіпербрама до системи Магеллан і головна база Волоцюг — Баффало. В системі Техас присутні дві радіоактивні темні хмари «Гранде негра» (ісп. Grande Negra) та «Пеквена негра» (ісп. Pequeña negra), які утворилися внаслідок катастрофи під час будівництва брами гіперпереходу до системи Техас у VI столітті к.е.
- Простір Бретонь — складається з шести зоряних систем. Системи Лідс і Новий Лондон добряче забруднені промисловими відходами. Астероїдне поле ЛД-14 в Лідсі є єдиним місцем видобутку МОКСу (англ. MOX) — радіоактивного палива для крейсерів і лінкорів. Також в Лідсі добувають ніобій в астероїдному полі коло шахт Стокс. Злочинними є такі угруповання, як Моллійці, Гаянці та Корсари. В системі Дублін, населеній переважно Моллійцями, панують сепаратистські настрої.
- Простір Кусарі — найпрекрасніші системи, розташовані у туманності Ворона, а також добре освоєні. У світах Кусарі багато газових гігантів і дуже мало хмар відходів, за що вважається найчистішим Домом. До Кусарі також відносяться системи Чугоку — рідний дім Драконів Крові, Хоккайдо, наповнена газовими хмарами, всередині однієї з яких знаходиться база Золотих Хризантем, і Тохоку — система, в якій знаходиться грандіозна споруда під назвою «Планетна Арка Тохоку», нині знана як База Текагі. Останню можливо відвідати лише раз, під час однієї з місій, а також за допомогою діри гіперпереходу з системи Хоккайдо до вищезгаданої місії).
- Простір Рейнландія — складається з п'яти систем, які розташовані у туманності Вокера.
- Незалежні світи — розташовані між Свободою та іншими Домами.
- Прикордонні світи — спільна назва для всіх систем Сигма, Тау та Омега:
  - Світи Сигма — світи, переважно заповнені газовими хмарами. Сигма-17 і Сигма-19 розташовані близько до світів Омікрон. Сигма-13 — гігантська блакитна хмара, в якій розташовані численні газові шахти, а також місце битви між Гільдією Газодобувачів і Рейнландією, в якій ГДГ взяла гору, заманивши війська Рейнландії до газової кишені. Відтоді в багатьох місцях підвищений рівень радіації та скупчення уламків, у яких можна знайти дуже цінне спорядження.
  - Світи Тау — системи Тау-31 і Тау-37 дуже мальовничі, оскільки їх центри — білі зорі, світло яких, заломлюючись у льодових скалках, якими усіяна система, освітлює все навколо, завдяки чому в системах дуже світло. Система Тау-23 заповнена астероїдами та має підвищений радіаційний фон. Тау-29 багата на корисні копалини. Всі світи Тау пов'язані мережею брам і дір гіперпереходу. В системах Тау-37 і Тау-23 проводиться видобуток берилію та ніобію, а в Тау-31 і Тау-29 — води та кисню. Також у цих системах орудують Ізгої, які представляють велику загрозу Незалежній Гільдії Шахтарів (НГШ).
  - Світи Омега — незалежні світи, розташовані в туманності Вокера. Переважно це прихисток злочинців або місця видобутку корисних копалин. В Омезі-5 іде війна між Корсарами та Червоними Гессенцями за контроль над простором. Станом на час сюжету гри Корсари тиснуть на Червоних Гессенців завдяки досвідченішим пілотам та сучаснішій техніці, але Гессенці переважають їх кількістю. Центром системи Омега-41 є нейтронна зоря.
- Світи Омікрон — найдивовижніші та найменш досліджені системи сектора Сіріусу. В кожній з них присутні хмари зеленого газу, заповнені мікроорганізмами. Саме в одній із цих систем, Омікрон Альфі, зазнав аварії корабель «Іспанія». Також у цій системі є два унікальних утворення. Одним з них є діра гіперпереходу в систему Кочівників, навколо якої вони періодично з'являються. Наслідок цих вторгнень — велика кількість уламків кораблів навколо діри. Іншим — планета з розвиненим рослинним і тваринним світами, яку не колонізували через наявність на ній речовини, смертельної для людини.
- Невідомі світи — дві приховані системи, які не позначаються на зоряній карті, через що важко передати їх точні координати. В одній з них знаходяться дві планети, населені роботами та гуманоїдами, схожими на мавп, а також діра гіперпереходу до Омікрон Гамми. Іншою є система Кочівників з високим радіаційним фоном. Ця система цілком порожня за винятком діри гіперпереходу до Омікрон Альфи, безіменної зорі в центрі, а також Кочівників, які одразу починають атакувати гравця. Крім того, серед гравців ходять чутки, нібито десь за межами цієї системи знаходиться нейтральна база Кочівників.

Вздовж систем та між ними можна переміщуватися за допомогою таких засобів:
- Стандартні двигуни — звичайний субсвітловий політ. Можливості корабля не обмежуються.
- Прискорювач — тимчасове збільшення швидкості. Зазвичай використовується під час боїв.
- Крейсерська швидкість — прискорює корабель до граничної міжпланетної швидкості. Перехід у цей режим займає деякий час, протягом якого, а також під час роботи у цьому режимі, вимикається будь-яке озброєння, крім скидача обманок. Даний режим може бути перервано внаслідок влучання ракетами з ЕМІ та особливими ракетами, відомими як блокіратори руху (англ. Cruise Disruptor, рос. блокиратор движения).
- Торгові лінії (англ. Trade lane) — послідовності кілець, які в разі активації формують тунель, забезпечуючи переміщення у заданому напрямку в межах системи з максимально можливою швидкістю. Ні озброєння, ні обманки на лініях не працюють. Кільця є незнищенними та самовідновлюваними, але в разі достатньо значних ушкоджень тунель зникає, а всі кораблі, що були в ньому, зупиняються та мусять очікувати на завершення автоматичного ремонту кілець. Цим часто користуються пірати з метою пограбування вантажних кораблів. У багатокористувацькій грі можна підірвати торговий шлях, просто ставши поперек нього, у цьому випадку спрацьовує автоматичне гальмо.
- Брами (англ. Jumpgate) та діри гіперпереходу (англ. Jumphole), скорочено гіпербрами і гіпердіри відповідно — єдині засоби переміщення між системами. Різниця між ними полягає в тому, що гіпербрами було створено однією з корпорацій Свободи, Технологіями Агейри (англ. Ageira Technologies, Inc.), внаслідок дослідження природних дір гіперпереходу. Станом на час подій гри Freelancer, гіпердіри використовуються переважно злочинцями.

## Сюжет
Головний герой гри — молодий пілот-найманець Едісон Трент, уродженець бретонської планети Лідс. Трент не воліє бути механіком як Тобіас, чоловік, який його виховав. Блукання Трента привели його на Фрипорт-7 у системі Сигма-17, де він уклав угоду з постачання тонни бору. Не встиг Трент завершити угоду й отримати обіцяний мільйон кредитів, як станцію торпедували невідомі кораблі. Як і решту вцілілих, Трента евакуювали до системи Нью-Йорк, на планету Манхеттен. Лоннігана, котрий винен йому мільйон, госпіталізували. Гра починається з того, що головний герой стоїть у космопорті столиці Свободи і розмірковує над тим, що йому робити без корабля та з 500 кредитів у кишені.

### Свобода
Трент прямує до бару космопорту, де зустрічає співробітницю Служби Безпеки Свободи (далі — СБС) Джун'ко Зейн. Почувши, що Трент втратив свого корабля на Фрипорті-7, Джуні (їй не до вподоби її повне ім'я) наймає його на завдання і дає йому легкий космічний винищувач. На орбіті планети Трент зустрічає колегу Джуні на ім'я Майкл Кінг. Вони бачать Рейнландський крейсер Донау (з нім. Donau — Дунай) з адміралом Отто Шульцким на борту на підході до орбітальної станції Ньюарк. Раптом з'являється ланка важких винищувачів терористичної організації «Орден» і торпедує крейсер, перш ніж будь-хто міг щось вдіяти. Трент і Кінг допомагають флоту Свободи знищити терористів, після чого прямують до форту Буш торговим шляхом — засобом внутрішньо-системного високошвидкісного пересування. Біля форту вони зустрічають два транспорти, що очікують на конвоїрів — Кінга й Трента. Разом четвірка входить у торговий шлях у напрямку планети Пітсбург, але в дорозі їх перехоплюють пірати з угруповання «Волоцюги Свободи». Конвоїри успішно відбивають першу хвилю і знову входять до торгового шляху. Діставшись Пітсбургу і приземлившись на нього, Кінг пояснює ситуацію Трентові. З'ясовується, що транспорти були приманкою в операції СБС з виявлення піратської бази в полі уламків Пітсбургу. Наступне завдання полягає в патрулюванні сміттєвої хмари поряд з планетою, до якого залучені кілька ланок СБС. Щойно Трент розпочав своє патрулювання, як його ланка отримує сигнал біди від в'язничного транспорту XT-19. Вони швидко летять у напрямку сигналу і бачать, що транспорт атакували пірати. Відбивши напад, Кінг знову отримує SOS, тепер від члена однієї з патрульних ланок. Прибувши на місце, вони виявляють, що від ланки лишився один винищувач. Відбивши черговий напад піратів, уцілілий пілот скеровує їх до ворожої бази. На шляху до неї Кінг запитав допомогу двох ланок. Одна з них зустрічає Кінга й Трента коло бази, де вони й починають збивати піратські винищувачі та збройові платформи. На підмогу встигає ланка бомбардувальників, яка торпедує базу, позбавляючи Волоцюг Свободи значної опорної точки в системі Нью-Йорк. Кінг говорить Трентові, що він або Джуні з ним зв'яжуться пізніше. До цього Трент може виконувати завдання інших клієнтів, але не може покидати систему Нью-Йорк.
Врешті-решт Джуні викликає Трента до бару на Манхеттені, де вони з Кінгом прохають його допомогти схопити Шона Ешкрофта — ватажка контрабандистів інопланетними артефактами, торгівлю якими Президент нещодавно оголосила поза законом. Як нагороду Трент отримає коди доступу до всіх брам гіперпереходу Свободи. В космопорті Трент бачить Лоннігана, який утік з лікарні. Той стверджує, що хтось полює на вцілілих під час нападу на Фрипорт-7. З'являються люди у формі та присипляють Лоннігана, а Трента б'ють електрошокером. Джуні й Кінг знаходять його, приводять до тями та нагадують про Ешкрофта. Кінг і Трент стрибають через гіпербраму до системи Колорадо і чекають біля неї. Трент сканує вантаж кількох кораблів і знаходить артефакти в одному з них. Контрабандист намагається відбитися, але вони виводять з ладу його двигун. Раптом він каже, що він не Ешкрофт, а Космо фон Ностром. Після цього Джуні повідомляє про втрачений зв'язок зі станцією Пуебло і прохає Трента з Кінгом з'ясувати причини. Станцію атакує дюжина винищувачів, а герої мають збити їх. По закінченню Шона вже не буде на радарах, але на станції Пуебло встигли закріпити радіомаяк на один з кораблів Ешкрофта, що дає можливість знову взяти їхній слід. Базу Ешкрофта виявляють в одному з полів уламків. Трент, Кінг і ескадра винищувачів СБС прямують туди та атакують контрабандистів. Ешкрофт, бачачи перевагу супротивника, вирішує тікати до найближчої гіпердіри, але Трент його наздоганяє та збиває. Ешкрофт катапультується, і Трент підбирає його капсулу. Герої летять до лінкору Міссурі — флагману флоту Свободи — та здають злочинця СБС.
Джуні невдовзі зателефонує знову і запропонує зустрітися в барі на Манхеттені, але її там не буде. Бармен скаже, що Джуні чекає на Трента на планеті Мала Каліфорнія. Щойно герой дістається Каліфорнії, біля брами його зустрічає Брендон Роулетт, який каже, що вцілілі на Фрипорті-7 зникають безвісти, і пропонує зустрітися на Лос-Анджелесі; але тут з'являється патруль флоту, знищує його ракетним залпом і попереджає Трента мовчати. Спантеличений, Трент дістається планети Мала Каліфорнія, де Джуні просить його допомоги в ескортуванні конвою з артефактами на дослідну станцію Віллард. Про конвой знають лише кілька обраних із СБС і, якщо на конвой буде скоєно напад, то тоді буде зрозуміло, що в їх лавах є зрадники. Трент і Джуні вирушають до прикордонної станції Сан-Дієго, недалеко від якої і зустрічають конвой, який мають супроводжувати. Коло покинутого складу на півдорозі до Вілларду на конвой нападають понад десять піратських винищувачів, деякий час вони захищаються самотужки, але потім із Сан-Дієго прибуває підкріплення. Спільними зусиллями вони відбивають напад і вже безперешкодно дістаються станції Віллард. Звідти Джуні та Трентом повертаються на планету Мала Каліфорнія. На шляху їх зустрічають три важкі винищувачі Рейнландії. Замість того, щоб назвати себе за наказом Джуні, вони відкривають вогонь. Збивши їх, Трент і Джуні дістаються Малої Каліфорнії. Там вони зустрічають Маркуса Вокера, капітана крейсера, який теж стурбований стрімкими змінами у Свободі. Разом з його загоном герої починають патрулювання, і майже відразу отримують сигнал біди зі станції Віллард. Наблизившись до неї, вони бачать, як її атакують кілька канонерок і ланки винищувачів і бомбардувальників Рейнландії. Це була наразі найбільша битва з часів 80-річної війни. Після перемоги Джуні скаже, що їй терміново необхідно поговорити зі своїм керівництвом, і вирушить до Нью-Йорку, а Трент матиме вільної час до наступного завдання.
Після деяких поневірянь Трент зустрічає одного зі вцілілих на Фрипорті-7. Той показує Трентові іншопланетний артефакт. Просто під час зустрічі цього чоловіка вбиває військовий офіцер і погрожує Трентові. Та поруч опиняється Джуні, яка, у свою чергу, вбиває офіцера. Це відразу ж налаштувало Свободу проти Джуні та Трента. Їх оголошено головними злочинцями Свободи, на них розпочинають полювання як уся поліція Свободи, так і Гільдія найманців. Герої вимушені сховатися в Безплідних землях — аномальному астероїдному полі, прихистку злочинців. Джуні повідомляє Трентові, що в полі є станція Бенфорд, на якій у самотності живе та працює знайомий її батьків — вчений Ван Пельт. Поглянувши на артефакт, він радить Едісонові знайти професора Роланда Квінтейна — найвідомішого у науковому світі ксеноархеолога. Його перериває система безпеки, сповіщаючи про проникнення за оборонний периметр кораблів Свободи. Ван Пельт просить Джун'ко і Трента летіти, а сам лишається на станції, яку після недовгих перемовин було знищено крейсерами Свободи.

### Бретонь
Трент і Джуні вимушені сховатись у системі Магеллан під тимчасовим захистом Хакерів Лейну — фракції вбивць, що складається переважно з колишніх співробітників корпорації Агейра. Ці люди знають, як вивести з ладу торгові шляхи, щоб потім нападати на екіпажі, які зупинилися. Після раптового нападу Рейнландських винищувачів Трент прямує в систему Лідс, а Джуні — в Кембридж, на пошуки Квінтейна. На Лідсі Трент зустрічається з Тобіасом і чекає на звістку від Джун'ко. Невдовзі Зейн зв'язується з Трентом і просить зустрічі на планеті Кембридж. Після прильоту Едісон дізнається, що Джун'ко вдалося знайти чоловіка, який час від часу працює з Квінтейном. Той розповідає, що не знає, де останнім часом знаходиться доктор, але дає координати планети Спраг у системі Омега-3, де працює на розкопках колега Квінтейна — доктор Кендра Сінклер.
Трент і Зейн прямують на Спраг, на орбіті якого потрапляють у засідку ланки рейнландських винищувачів, які з'явилися з нізвідки. Знищивши їх, Зейн і Едісон сідають на Спраг, де зустрічаються з доктором Сінклер. Джуні й Трент розповідають їй про артефакт. Сінклер стверджує, що знає, що це за артефакт. Кендра стверджує, що саме вона знайшла його на одній з планет імперії Дом'Каваша — раси, яка існувала в секторі Сіріусу і безслідно зникла задовго до зародження людської цивілізації. Потім артефакт зник. Під час розмови базу Сінклер атакують кораблі Рейнландії. Зейн, Трент і Кендра вимушені негайно стартувати з планети. Після цього рейнландські кораблі підривають базу на планеті та стикувальні кільця. Намагаючись відірватися від переслідувачів, Едісон, Сінклер і Джун'ко зникають у льодовій хмарі недалеко від планети. Після стрибка крізь гіпердіру до Кембриджу вони зустрічають двох винищувачів Рейнландії, які виявляються дезертирами, що не бажають брати участь у цій дивній війні. Вони розповідають, що уряд Рейнландії отримав невідому технологію, що дозволяє кораблям ставати невидимими. Цим пояснюється раптова поява кораблів Рейнландії біля Спрагу. Дезертири допомагають героям прорватися крізь блокаду Рейнландії і повернутися в Лідс. Джуні повертається до пошуків Квінтейна, а разом з нею і Сінклер.
За деякий час Трент отримує повідомлення від Джуні з порадою навідатись на лінкор Худ у системі Дублін. За її словами, там Трент може зустріти людину на ім'я Декстер Ховіс, який інколи працює на Квінтейна як постачальник необхідних професорові вантажів. Трент прямує туди і зустрічає Декстера в указаному місці — на лінкорі. Той пропонує Едісонові угоду — інформація про місцеперебування Квінтейна в обмін на одне коло перегонів з ним. Трент погоджується і дізнається від Ховіса, що в сусідньому астероїдному полі «постійні відвідувачі» Худу влаштували перегонову трасу з особливих кілець. Після перегонів Трент і Декстер повертаються на Худ, і Ховіс передає Трентові координати станції Славна, на якій улаштувався Квінтейн. Прибувши на місце, Едісон бачить, що станцію атакує ланка Рейландських винищувачів, від яких обороняють станцію люди професора. Трент допомагає здолати рейнландців і отримує дозвіл на приземлення. Тим часом прибуває підкріплення Рейнландії, і Квінтейн оголошує екстрений старт. Під вогнем рейнландців вони прямують до діри гіперпереходу в Лідс, а після стрибка на однойменну планету.
У магазині Тобіаса їх зустрічають Сінклер, Джуні та, власне, сам Тобіас. За деякий час до магазину навідуються двоє Рейнландських агентів, які розпитують про місцезнаходження Квінтейна. Тобіас відповідає, що не бачив його. Агенти йдуть, а Джуні, Сінклер, Квінтейн і Трент готуються до злету. На орбіті їх зустрічають агенти, які приходили до Тобіаса. З'явившись із нізвідки за допомогою технології стелс, після коротких перемовин вони атакують групу. Ті, відбившись, прямують до системи Тау-31, коло гіпербрами в яку їх зустрічає рейнландський крейсер, а згодом і Тобіас. З боєм вони прориваються до брами, а потім і через усю Тау-31.
Квінтейн повідомляє, що один його знайомий — полковник Кресс, може знаходитися на станції Шинкаку в системі Тау-29. Вони прямують туди і дізнаються на станції, що Кресс перебуває на базі Калі в системі Тау-23. На шляху до гіпердіри героїв атакує рейнландське крило на чолі з лінкором Шиллером. За деяких час їм на допомогу летить ланка винищувачів, підлеглих Кресса, увагу яких привернула активність у секторі бою. З їх допомогою група отримує можливість протистояти рейнландцям. Після битви герої прямують до діри Тау-23, а потім і на базу Калі. На базі герої зустрічають Кресса, який розповідає їм, що працює на Орден, і що ця організація насправді не є терористичною. Квінтейн, роздивившись артефакт, просить дістати сувій — Том Протеуса, що знаходиться в музеї Нового Токіо. Кресс радить Джуні й Трентові летіти до системи Кюсю і там знайти лорда Хаккіру — префекта системи Хонсю і також члена Ордену. Діставшись планети Кюсю, Джуні та Трент зустрічають Хаккіру, що вже їх очікує та розповідає, що артефакт зберігається в музеї Нового Токіо.

### Кусарі
Для отримання Тому Протеуса Хаккірі необхідний час. По закінченню цього часу Джуні зв'язується з Трентом і домовляється про зустріч на станції Шинегава в системі Хонсю. Там його зустрічають Джуні та Озу — член угруповання «Дракони Крові», з якими співпрацює Хаккіра. Вони є нащадками королівської охорони скинутого сотні років тому сьоґуна Хідейоші, які присвятили своє життя поваленню нинішнього уряду Кусарі. Озу розповідає, що, скориставшись своїм становищем, губернатор Текагі з невідомої причини забрав Том Протеуса разом з іншими артефактами з музею. Озу вимагає від Трента допомоги в нападі на верф Юкава, на якій причалений корабель Текагі, на борту якого має бути Том Протеуса. Після того, як Трент погоджується, трійця злітає та прямує до верфі, на шляху зустрічаючи ударну групу Драконів.
В результаті складного нападу на верф Драконам вдається захопити корабель з вантажем, але Том Протеуса серед золота й артефактів знайти не вдається. Для того, щоб сховатися від ВПС і поліції Кусарі, ударна група відступає до системи Чугоку — похмурої системи, що цілком знаходиться в темно-фіолетовій туманності та метеоритному полі. Її центром є величезний астероїд, всередині якого Дракони Крові заснували власне місто. Це база Кіото, що стала на десятиліття будинком Драконів.
Після того, як Дракони за допомогою власних каналів знаходять Текагі, виявляється, що він переховується у закритій системі Тохоку, де знаходиться база ВПС Кусарі. Озу приймає рішення прориватися до Тому Протеуса, тому просить Трента приєднатися до атаки. Після його згоди вони летять до діри в систему Тохоку. В зелено-блакитній хмарі на краю системи вони виходять з гіперпростору і летять до аванпосту Драконів, бази Рюкю, де, зустрівшись з ударною групою, вирушають на штурм. У туманності їх зустрічає загін ВПС, і розгоряється битва. Після перемоги Драконів вони продовжують політ до бази Текагі. Вигляд на виході з туманності захоплює дух: у центрі системи знаходиться декілька кутастих планетоїдів, на найбільшому з яких зведено так звану Планетну Арку Тохоку, під якою знаходиться ще одна грандіозна споруда — база ВПС, що проходить крізь планетоїд. Поруч дислоковано лінкор. Бачачи, що самотужки їм не впоратися, Дракони відволікають вогонь на себе, доки Трент нищить генератори щита Арки. Після того, як Трент вимикає щит, вони сідають на базу. Озу і Трент прямують до покоїв Текагі, що знаходяться у великому залі з панорамним дахом. Найперше Озу закладає бомбу. У залі на них чекає пастка: кімната заповнюється паралітичним газом.
Озу і Трент приходять до тями у присутності Текагі, котрий намагається дізнатися від них, навіщо вони штурмували базу. Том Протеуса лежить поруч на столі. Коли Текагі, нарешті, розлючується, розуміючи, що їм необхідний артефакт, з ним починають відбуватися дивні метаморфози. У гніві проштрикнувши Озу метальним клинком, він хоче взятись і за Трента, але саме тоді з'являється лорд Хаккіра, який дізнався, де знаходяться Трент і Озу, та прибув їм на допомогу. Після стикування з базою Хаккіра влітає у величезний зал з покоями Текагі на своєму модифікованому Кинджалі й дає залп з корабельних гармат. Трент, скориставшись метушнею, хапає Том Протеуса і стрибає на корабель Хаккіри, а ледве живий Озу встигає активувати бомбу.
Спустившись до стикувального відсіку, Хаккіра дає змогу Трентові застрибнути на свій корабель, і вони швидко тікають з бази. Перед туманністю з дірою в Чугоку на них нападають ВПС Кусарі за підтримки канонерок Рейнландії, але Трента і Хаккіру зустрічає Джуні з загоном Драконів, і разом вони відбиваються, після чого прямують у Чугоку. В дорозі Хаккіра пояснює Тренту, що Текагі був під контролем Кочівника (англ. Nomad, рос. Странник) — істоти маловідомої раси, здатної підкорювати собі людей, і що ці Кочівники заволоділи урядом Рейнландії, внаслідок чого їх політика стала агресивнішою.
Після повернення на базу Кіото Хаккіра розповідає, що нарешті отримав дані від свого інформатора в Рейнландії (того самого, про якого він згадував під час їх першої зустрічі). Він пропонує Трентові вирушити туди, щоб визволити інформатора зі складної ситуації, оскільки громадян Кусарі в Рейнландії заарештовують, а Бретонь усе ще нейтральна.
Трент прямує в систему-туманність Сигму-13 у супроводі двох Драконів. Там між ними і дислокованою там флотилією Рейнландії відбувається сутичка, з якої перші вириваються і летять до діри в Новий Берлін крізь поле уламків. У дорозі Трент дізнається, що уламки утворилися внаслідок битви між Рейнландією та Гільдією Добувачів Газу, де останні перемогли завдяки тактичній хитрості, заманивши війська Рейнландії до газової кишені.

### Рейнландія
У Новому Берліні Трент зустрічає двох дивних чоловіків, один з яких із відчуженим виглядом дивиться на якийсь артефакт. Інший з них натякає Трентові, що вони знають, кого він шукає, і каже, що він незабаром зустріне провідника. Справді, невдовзі до нього приєднується знайомий інформатора на ім'я Ганс Фішер, який допомагає йому пройти крізь усі кордони коло гіпербрам.
Після того, як останній блокпост з двох десятків канонерок і кількох крейсерів було пройдено, Трент прямує до планети Гольштейн, де й зустрічається з інформатором на ім'я Дітріх фон Клаусен. Разом з ним вони вирушають до сусіднього астероїдного поля на базу повстанців Буншуг (з нім. Bundschuh — Башмак), де допомагають їм упоратися з рейнландськими винищувачами. Ці повстанці та фон Клаусен допомагають один одному. Один з командирів, зустрівши фон Клаусена на базі, повідомляє, що у сусідній туманності їхні сканери запеленгували підозрілу активність. Трент, фон Клаусен і кілька пілотів Буншугу прориваються крізь мінне поле й опиняються в кишені серед туманності, де на засекречених корабельнях будуються дивні органічні кораблі. Трент і вся група негайно починає атакувати війська Рейнландії, що складаються з двох лінкорів, кількох канонерок і безлічі винищувачів. Штурмова група зазнає великих втрат, тому решта пілотів Буншугу, примушуючи фон Клаусена і Трента йти крізь діру гіперпереходу до системи Гамбург, жертвують собою, підриваючи свої кораблі разом з верфями. В системі Гамбург просто перед ними з'являється лінкор Одін, Трент і фон Клаусен починають атакувати його, але раптом поруч з'являється лінкор, схожий на лінкори Свободи. Трента і фон Клаусена запрошують сідати, що вони й роблять.
Корабель виявився базою Ордену, на якій Трента і фон Клаусена зустрічають Джуні, Кінг, Вокер, Хаккіра, а також Каспер Орілліон — голова Ордену, котрий розповідає їм і про експериментальний лінкор, викрадений Орденом з-під носа Свободи і названий Осірісом, і про Орден, який, як виявляється, намагається протистояти загрозі Кочівників.

### Орден
Після того, як лінкор прибуває до Техасу, Джуні, Кінг і Трент вирушають до Нью-Йорку через діру гіперпереходу. Там, у Безплідних землях, вони сідають на базі Бродяг Свободи Баффало, з якої вони летять на атаку супутника, призначеного для виявлення стелс-кораблів — потенційної загрози Осірісові. Після цього ударна група на чолі з Вокером летять до Зони-21, а звідти — в систему Аляска, де тримають у полоні президента Свободи Барбару Якобі. У в'язниці вони зустрічають канцлера Німана, котрий, виявляється, заражений Кочівником, який саме намагається переселитись у Якобі. Трент убиває канцлера і, заґавившись, мало не стає сам жертвою Кочівника, якого влучно застрілює президент Якобі. Вони відлітають, але на виході з системи шлях їм перекривають два лінкори. Вокер, жертвуючи собою, таранить один із лінкорів, одночасно активуючи гравітаційні міни, що знаходилися в нього на борту. Це дозволяє їм покинути систему Аляска, і на виході з Зони-21 їх ж забирає Осіріс.
Невдовзі Осіріс дислокується в одній з систем Кочівників, за систему від основної бази Ордену. Квінтейн прохає героїв дістати генератор енергії Кочівників, який має допомогти активувати артефакт. Такий є на покинутій, на думку Квінтейна, базі Кочівників.
Кінг, Джуні й Трент вилітають на завдання. Вся система має вигляд темно-зеленої хмари з астероїдами, що кишить бактеріями та іншими мікроорганізмами. Герої прямують до величезної споруди Кочівників, яку видно на радарі. Незабаром вони долітають до величезного об'єкту, де їх зустрічають Кочівники — споруда виявляється не покинутою. У запалі бою Трент знаходить шлюз всередину і через тунель дістається до генератора й підбирає його променем захоплення (англ. Tractor Beam). Переслідувані Кочівниками, герої покидають лігво та саму систему, ледь встигаючи до колапсу гіпердіри.
Невдовзі героям доводиться вирушити на планету Толедо — головну базу Ордену в системі Малий Омікрон. Там Квінтейн розробляє зброю проти Кочівників — генератор, сполучений з артефактом, що має активувати гіперпортал десь у одній з систем Кочівників.
За допомогою карти, якою виявляється артефакт, Орден виявляє гіперпортал (англ. Hypergate) в одній з систем Кочівників, Великому Омікроні. Ланки Ордену прямують туди. Прориваючись крізь Кочівників, Орден досягає порталу й активує його. Оскільки цей портал дуже потужний, то для працездатності він забирає енергію в Кочівників. Внаслідок успіху Кочівники не знищені повністю, проте їх кількість суттєво знижується. Тих Кочівників, яким бракує енергії, затягує до порталу. Оскільки кількість Кочівників зменшилася, то люди мають змогу з ними боротися, хоча вони вже взагалі не становлять загрози.
Трент повертається до Свободи, де його і Джун'ко нагороджують медалями «За відвагу» (англ. Lone Star Medal) — найвищою відзнакою, й оголошують подяку. Крім Трента, Джун'ко, Ордену, Драконів Крові та президента Якобі ніхто не знає про минулу загрозу Кочівників. Участь Орілліона приховали і Орден офіційно залишається терористичною організацією. Орілліон пропонує Трентові стати його інформатором у Свободі й додає, що ще вийде на зв'язок, але на цьому кампанія закінчується, і гравець може подорожувати десятками систем, які ще не досліджені ним, і навіть не досліджені ніким!

## Персонажі

### Основні
- Едісон Трент (Ян Зірінг) — головний персонаж гри. Він нахабний час від часу і має нестримну потребу просуватися в галактиці — взяти той самий великий куш[14]. У Трента класичні ознаки антигероя, але все ж таки і шляхетне серце.
- Джун'ко «Джуні» Зейн (Дженніфер Гейл) — суміш крові Кусарі та Свободи. Вона тверда і рішуча — нічого зайвого. Джуні організує завдання для пілотів у Свободі. Вона наполегливо працювала задля досягнення того рівня, на якому вона зараз, і завжди переймається деталями й відданістю. Вона завжди чинить як кваліфікований і хитрий пілот.
- Майкл Кінг — гарний солдат і досвідчений пілот, Майкл є командиром ланки та резервом для Джуні. Він відмінний пілот, але також і реаліст, коли справа стосується його погляду на життя. У нього досить точний погляд на речі.
- Маркус Вокер (Корі Бертон[ru]) — класичний герой, капітан крейсера флоту Свободи, чим дуже пишається. Він є повною протилежністю Тренту.
- Річард Вінстон Тобіас (Джон Ріс-Девіс) — бретонський механік і торгівець, Тобіас узяв Трента в підмайстри, коли він його знайшов за декілька років до сюжету. Він — тепла і кумедна людина з сильним почуттям відданості й гордості. Він любить Трента як власного сина, і засмутився, коли Трент вирушив шукати удачі у Прикордонних світах.
- Кендра Сінклер (Крі Саммер[ru]) — ксеноархеолог із Бретоні, безстрашніша за звичайного «канцелярського пацюка»[14]. Кендра керується прагненням до правди, а брак визнання пояснює чоловічістю професії. Вона розумна та за потреби смілива.
- Роланд Квінтейн (Чарльз Шонессі[en]) — не схожий на типового вченого, він людина, поглинута своїми дослідженнями. Але, завдяки рокам розкопок на грубих віддалених планетах, він досить добре вміє за себе постояти.
- Лорд Хаккіра (Джордж Такеї) — шляхетний лідер свого народу, префект системи Хонсю. Його статус накладає на нього велику відповідальність за своїх підданих перед сьоґуном Едо, що ускладнюється його членством в Ордені. Хаккіра — давній знайомий Джуні і дуже досвідчений пілот.
- Озу (Рюн Ю, англ. Ryun Yu) — лейтенант Драконів Крові — контрполітичного угруповання Кусарі, відмінний боєць із далекосяжними розвідувальною мережею та сферою впливу. Стриманий і войовничий.
- Дітріх фон Клаусен (Моріс Ламарш) — дворянин Рейнландії, а насправді інформатор лорда Хаккіри (а отже, і Ордену). Він безсумнівно здобув високий соціальний статус, та згодом завдяки цьому ж станові побачив забагато. Відомий тим, що за всі 300 бойових вильотів не втратив жодного члена ланки.
- Каспер Орілліон (Майкл Т. Вайс) — до недавнього часу один із найздібніших керівників контактної групи[14], Каспер з'ясував плани Кочівників і, ледве уникнувши замаху, пішов у підпілля, викравши найновіший прототип лінкора Свободи та назвавши його Осірісом. Наразі він очолює Орден — групу експатріантів, які прагнуть стримати загрозу Кочівників і з'ясувати правду про них. Він добре натренований та озброєний.

### Другорядні
- Сем Лонніган — перепродувач, заробляє на легальних і нелегальних продажах товарів. Усе його життя точиться навколо грошей. Він уклав з Трентом угоду щодо доставки великої партії бору на Фріпорт-7 за один мільйон кредитів.
- Сід Монтегю — один з найкращих найманих злодіїв[14], непомітний, підготовлений і хитрий. Він професіонал і до сюжету викрав артефакт у Сінклер, але був перевантажений суперечностями, адже швидко збагнув, що це незвичайна крадіжка.
- Герман ван Пелт — дослідник астрономічних аномалій у Безплідних землях простору Свобода. Герман добре знав батьків Джуні[14] і дуже по-батьківськи ставився до неї.
- Соломон Ванс — пілот Сінклер і Квінтейна. Соломон знає входи та виходи найпотаємніших місць галактики[14].
- Декстер Ховіс (Ксандер Берклі) — вкрай грубий пілот, який без питань береться за складні завдання. Декстер ховається з натовпом людей з поганою репутацією на покинутому лінкорі.
- Антон Кресс — колишній патріот Рейнландії[14], а тепер лідер місцевого осередку Ордену. Він відважний і хоробрий у своїй справі, але дуже переймається підлеглими та їх безпекою.
- Губернатор Текагі — гладкий і гедоністичний політик, історично зацікавлений у мирі. Один з найвпливовіших людей Кусарі. Погляди Текагі змінилися після того, як він став носієм Кочівника під час експозиції до канцлера Німана. Тепер він таємничий, войовничий і небезпечний.
- Блікс — психічна частина слухачів у Рейнландії. Він значною мірою німий (коли він відкриває рот, то чути лише божевільну суміш сотень голосів і звуків), але спілкується зі Джоннером за допомогою телепатії.
- Джоннер — огидливий, друга половина слухачів у Рейнландії.
- Клаус Боцлер (Кеннет Марс[en]) — гордий боєць Рейнландії та лідер повстанців Башмак (нім. Bundschung).
- Ервін Рід — секретар і головний зрадник президента Свободи. Він був заражений канцлером Німаном під час дипломатичної місії. Після навернення ключових осіб уряду Свободи мав перейти до президента.
- Барбара Якобі — президент Свободи, розумна та впливова жінка, що уособлює могутність держави. Вона не лише сильний політичний діяч, а ще й практична й елегантна, збалансована та стримана, коли цього вимагають обставини.
- Флоріан Густав Німан (Тоні Джей[en]) — канцлер Рейнландії, диктатор. Його люди відкрили нову планету та вивільнили силу, що зробила перший удар по кріслу влади Рейнландії. Раніше він був чесним і справедливим, але тепер як носій Кочівника та точка зараження інших посадовців став войовничим і таємничим — виконуючи мету Кочівників.
- Дипломат Гаррісон — крок у правильному напрямку до відбудови, він є першим призначенням президента Якобі для викреслення ушкоджень, завданих Кочівниками.

## Космічні кораблі
Усі бойові космічні кораблі у грі Freelancer поділяються на сім класів, але гравцеві доступні для придбання кораблі лише перших чотирьох із них: легкі, важкі, надважкі винищувачі та вантажні кораблі. Всі ці кораблі літають із однаковою швидкістю незалежно від покращення прискорювачів.
- Легкі винищувачі — найманевреніші, але мають меншу вогневу міць і слабші броню та силові щити. Оскільки легкі винищувачі дешевші за важкі та надважкі, то, навчившись ефективно ними керувати, гравець може зекономити гроші для необхідніших придбань[15].
- Важкі винищувачі — можуть бути обладнані більшою кількістю зброї порівняно з легкими винищувачами, але це не означає, що ними легко грати. Оскільки важкі винищувачі менш маневрені, то вороги частіше влучають у них. Цей недолік компенсується міцнішою бронею важких винищувачів порівняно з легкими. З іншого боку, важкі винищувачі дозволяють завдавати більше шкоди, а отже, швидше знищувати ворогів. Навчившись ефективно керувати важким винищувачем, гравець зможе отримувати менше шкоди, знищуючи ворогів раніше, ніж вони дістануться його[15].
- Надважкі винищувачі — загалом, мають такі самі переваги та недоліки порівняно з важкими винищувачами, що й останні порівняно з легкими. Більше того, найкращі кораблі у грі відносяться саме до класу надважких[15].
- Вантажні кораблі — можливо, є найскладнішими для керування під час сюжетних завдань. Завдяки покращеному вантажному відсіку основною метою пілота вантажного корабля стає торгівля. Вантажні кораблі дають гравцям унікальний досвід. Маючи низьку маневреність, меншу кількість гармат порівняно з важкими та надважкими винищувачами, але більшу кількість турелей, які обертаються, вони вимагають ефективного використання вигляду турелей для ефективної оборони[15].
- Канонерські човни — кораблі корветного типу. Через їх розмір силові щити не у змозі охопити весь корабель, тому вони замінені товстою бронею, порівняною з такою надважких винищувачів. Ці човни дуже добре працюють проти більших кораблів, оскільки вони не лише достатньо маневрені, щоб ухилятися від важких пострілів крейсерів і лінкорів, а й мають достатньо потужні гармати та ракети, щоб завдавати значних ушкоджень. Канонерки мають у своєму складі флоти Бретоні, Кусарі та Рейнландії, а також Кочівників.
- Крейсери — найпоширеніший тип важких кораблів у секторі Сіріусу, досить низька маневреність яких компенсується потужністю турелей. Як і канонерські човни, крейсери не мають щитів. Крейсери мають у своєму складі флоти Свободи, Кусарі та Рейнландії.
- Лінкори — найпотужніші кораблі в секторі Сіріусу, які мають найнижчу маневреність, і тому лінкорів рідко бачать самих. Лінкори достатньо великі, щоб мати ангари для винищувачів, і тільки на лінкорах можна придбати важкі винищувачі Дому. Лінкорами володіють усі Дома, а також Кочівники.

Окрім розподілу за класами, всі кораблі, які можна придбати під час гри належать якій-небудь серії. Кораблі однієї серії відрізняються від інших зовнішньою схожістю моделей. Потужніші кораблі зазвичай обладнуються стабілізаторами, додатковими двигунами, крилами чи іншими компонентами.
| Серія             | Легкий винищувач                    | Важкий винищувач | Надважкий винищувач | Вантажний корабель |
| ----------------- | ----------------------------------- | ---------------- | ------------------- | ------------------ |
| Свобода           | Патріот                             | Захисник         | —                   | Носоріг            |
| Бретонь           | Кавалер                             | Хрестоносець     | —                   | Клайдсдейл         |
| Кусарі            | Ящір                                | Дракон           | —                   | Трутень            |
| Рейнландія        | Банші                               | Валькірія        | —                   | Горбань            |
| Цивільні кораблі  | Зореліт, Мустанг (зорельоти) Яструб | Сокіл            | Орел                | —                  |
| Гільдія найманців | Піранья                             | Баракуда         | Молот               | —                  |
| Пірати            | Бладгаунд                           | Вовкодав         | —                   | Мул                |
| Прикордонні світи | Кинджал                             | Стилет           | Шабля               | Верблюд            |
| Корсари           | Легіонер                            | Центуріон        | Титан               | —                  |
| Орден             | Легкий винищувач Ордену             | —                | Анубіс              | —                  |

До інших космічних кораблів відносяться, наприклад, броньовані транспорти, навантажувачі Юнкерів і Хогоша, космопоїзди, ремонтно-монтажні кораблі ІГК і Агейри та органічні кораблі Кочівників.

## Розробка
1997 року Кріс Робертс розпочав роботу над баченням, яке в нього виникло після першого задуму гри Wing Commander. Він хотів реалізувати віртуальну галактику, системи якої керувалися б власними програмами незалежно від присутності гравців; містами метушився б транспорт, а погода кожного світу змінювалася б за власним розкладом. Ціни на товари в кожній зоряній системі коливалися б, згідно з активністю керованих комп'ютером торговців, які імпортують та експортують їх. Робертс уявляв тисячі гравців, які одночасно взаємодіяли б із цим світом і впливали на нього за допомогою унікального та інтуїтивного користувацького інтерфейсу, якого досі не бачила жодна гра. Кожен гравець виконував би завдання, поставлені його персонажеві, а також об'єднувався б з іншими гравцями для спільного виконання інших місій без необхідності виходити зі гри та починати новий її режим. Штучний інтелект керував би космічними кораблями гравців, даючи їм змогу зосередитися на виконанні бойових та інших завдань. Робертс мав намір забезпечити однакову якість заставок і візуальних ефектів, аби гравці не мали змоги розрізнити їх.
Двома роками згодом проєкт було офіційно анонсовано як Freelancer на GameStock — щорічної вітрини засобів масової інформації в галузі ігор Microsoft. ЗМІ висвітлювали цю подію, приділяючи особливу увагу можливостям, обіцяним для цієї гри. Хоча були побоювання стосовно стану графіки та невизначеностей щодо обіцянки динамічної економіки, але ігровий сайт GameSpot забезпечив Робертсові та його компанії Digital Anvil зиск від їхніх сумнівів. Спочатку 1999 року Робертс анонсував доступність гри на ринку до осені 2000 року. Проте проєкт затримався і на виставці E3 2000 року Робертс сказав, що найперший випуск гри відбудеться наприкінці 2001 року.
У червні 2000 року, Microsoft почала перемовини щодо придбання Digital Anvil. Робертс визнав, що його команда вимагає великих грошей, які може надати лише величезна компанія, для продовження розробки гри Freelancer зі своїми «дико амбітними» (англ. wildly ambitious) можливостями та непередбачуваним графіком; проєкт перевищив початковий прогноз трирічного терміну розробки на 18 місяців. Робертс сподівався, що Microsoft не загрожуватиме його баченню гри Freelancer, і був переконаний, що гігант програмного забезпечення не намагатиметься захопити компанію, оскільки він не вірив, що після виходу гри Freelancer буде продано щонайменше півмільйона копій. Робертс покинув компанію після укладення угоди, але залишився на посаді творчого консультанта гри Freelancer до її випуску. Microsoft проінструктувала Digital Anvil знизити амбіції проєкту та зосередити всі сили команди на найшвидшому завершенні гри. Такі можливості, як автоматизоване керування польотом, кілька варіантів відповідей у спілкуванні, а також підзавдання було покинуто. Попри це, деякі оглядачі вірили, що кінцевий продукт все ж відповідатиме баченню Робертса.
Команда Freelancer тримали низький профіль (англ. low profile) протягом 2001 року до показу демо-версії своїх останніх наробок на «International Games Festival» 2002 року, зібравши великий натовп. Microsoft анонсувала вихід проєкту за графіком, а Digital Anvil додала, що весь запланований вміст гри буде у жовтні 2002 року. Було проведено бета-тестування з залученням приблизно 500 осіб, після якого основними пріоритетами стали уточнення можливостей гри та виправлення виявлених помилок. Гру було продано роздрібним торгівцям 4 березня 2003 року, а пізніше вона стала доступною онлайн на сервісі Yahoo! Game on Demand. Роль Digital Anvil у проєкті гри Freelancer закінчилася 6 червня 2003 з випуском патчу, що усуває проблеми на сервері та шахрайство; персонал було перерозподілено на інші підрозділи Microsoft. Відповідно до своєї п'ятирічної підтримки програмного забезпечення, Microsoft припинила підтримувати гру 8 квітня 2008 року та закрила її глобальний сервер, який керував списком серверів багатокористувацької гри та підключенням гравців до них.
Саундтрек до гри Freelancer було випущено Sumthing Else Music Works 18 листопада 2003 року. Складений нагородженим композитором Джеймсом Ханніганом, гуртом Visual Music Incorporated та музикантом і композитором Digital Anvil Ендрю Сегою, він міститься на бонусному DVD разом з альтернативними вступними заставками, концепт-артом, сценаріями і вирізаним вмістом.

### Продовження
Повідомлялося, що Digital Anvil і Microsoft Game Studios працювали над продовженням гри Freelancer під кодовою назвою «Project Lonestar» для Xbox 360 до розпущення Digital Anvil 2006 року.

### Модифікації
Спільнота гравців Freelancer об'єднувалася і створювала модифікації гри. Такі модифікації містять нові кораблі різних класів включно з лінкорами, нове озброєння й обладнання до них, нові фракції з можливістю вступати до їх лав, нові системи і навіть Дома та нові об'єкти в існуючих системах. Деякі модифікації дозволяють гравцям літати на кораблях однієї франшизи проти іншої, наприклад, Зоряні війни проти Wing Commander. Окрім нововведень, модифікації можуть змінювати ті чи інші характеристики тих чи інших об'єктів ігрового світу. Також існують модифікації, які продовжують сюжетну лінію гри Freelancer, як-от CrossFire, Прокляття Дангобаш та Інша реальність. Спільнота також працювала над втраченим глобальним сервером, дозволяючи гравцям розміщувати модифіковані ігри на своїх серверах та продовжувати багатокористувацький ігровий онлайн-світ.
Окрім модифікацій, до гри Freelancer створено значну кількість супутнього програмного забезпечення. Наприклад, програма Freelancer Mod Manager[неавторитетне джерело] дозволяє автоматизувати інсталяцію та видалення модифікацій, а програма Freelancer Explorer[неавторитетне джерело] надає зручний інтерфейс для створення нових і редагування існуючих систем. До інших програм відносяться бази даних з детальною інформацією про ігровий світ, карти систем і всесвіту, програми розрахунку торгових шляхів та інші.

#### CrossFire
Найбільший зі створених модів. Наразі випущено версію 1.9, до якої додано велику кількість систем, кораблів і додаткових можливостей. Покращено графіку (додано підтримку шейдерів і якісні скайбокси), змінено зовнішній вигляд меню (при інсталяції можна обирати колір інтерфейсу), є можливість виконувати місії безпосередньо на планетах, продовжено сюжетну лінію та інше. Сюжет моду продовжує оригінальну історію гри й розповідає про таємничу расу Дом'Каваша, Коаліцію та їх нових ворогів. Політичне оточення в моді постійно змінюється, і в мережному режимі гравці мають змогу власноруч брати участь у розвитку подій і битві за галактику. До особливого обладнання у гру додано модифікації щитів і броні, пристрій невидимості, нові сканери, апгрейди для енергії гармат і зменшувач маси корабля (збільшує швидкість за рахунок броні). На сервері проводяться змагання з призами для гравців. Як недоліки моду можна назвати часті падіння сервера, велику кількість порожніх систем, у яких нема де приземлитися і вздовж яких довго літати, дисбаланс, а також те, що нова графіка не завжди коректно оброблюється відеокартою.

#### Discovery
Другий за масштабністю мод після CrossFire. Станом на версію 4.88.6 мод містить понад 225 нових кораблів, доступних для придбання, серед яких: лінкори, канонерки, крейсери, ремонтні судна, транспорти, кораблі Кочівників, круїзні лайнери та тюремні кораблі, більшість моделей яких нові порівняно з оригінальною грою. Додано нові фракції, у тому числі Фрилансери, Орден, Кочівники, новий Дім Галлія та інші. Додано понад 80 нових систем і відкрито доступ до раніше заборонених або доступних одноразово за сюжетом — Тохоку, Аляски та інших. Додано нові товари, обладнання, щити та зброю. В кораблях NPC тепер присутній пілот відповідної фракції, який катапультується після знищення корабля і може бути підібраний для подальшого продажу чи звільнення на його рідній базі. Крім того, додано двигун гіперпереходу (англ. Jump Drive) як обладнання для лінкорів, що дозволяє переміщуватися йому та його ескорту на відстань до кількох систем і вимагає попереднього завантаження вантажного корабля водневим паливом.
Під час активації моду можна обирати різні параметри, починаючи з кількості грошей на початку гри і місця її початку (в режимі вільної гри) і закінчуючи одягом головного героя і слідами двигунів. Також у гравця з'явилася можливість стати членом будь-якої фракції. Сюжет у моді відсутній, хоча можна грати і в одиночному режимі. На базі моду Discovery існують кілька великих серверів з онлайном до 110 гравців, у тому числі RP-серверів, правила яких вимагають гру ролі за фракцію, обрану гравцем.

#### Original Freelancer Server
Унікальне рішення реалізоване на сервері Original Freelancer Server (скорочено OFS) версії 1.0. На ньому гравці мають можливість битися на кораблях усіх класів, тоді як на інших серверах цієї версії гравці літають лише на кораблях надважкого класу. Така можливість з'явилася завдяки обмеженням кораблів залежно від їх класів і позначок (тегів) у нікнеймах гравців, прописаним у правилах сервера. Багато гравців Freelancer, спробувавши різні модифікації гри, повертаються на оригінальну версію як на найкращу. А найбільший спектр можливостей на версії 1.0 реалізував OFS. Хоча оригінальність такого рішення загалом сумнівна, оскільки літати на звичайних винищувачах можна на будь-якому сервері Freelancer версії 1.0, проте на них гравці не зобов'язані цього робити і мають право самі вирішувати, на яких кораблях вони літатимуть. Обмеження за зонами знижує можливості гравців, забороняючи, наприклад, польоти на популярному кораблі Валькірія в низькорівневих системах. Гравцям подобається використовувати її в боях навіть проти надважких винищувачів, але правила сервера OFS обмежують цей аспект свободи гравця.

## Критика

### Продажі
У Великій Британії було продано приблизно 20 тис. одиниць «Freelancer» протягом першої половини 2003 року. Крістан Рід із GamesIndustry.biz писав, що це було «not figures that spell H.I.T.».
| Агрегатор    | Оцінка   |
| ------------ | -------- |
| GameRankings | 84.36 %  |
| Metacritic   | 85 / 100 |

| Видання    | Оцінка |
| ---------- | ------ |
| AllGame    | [ 42 ] |
| Eurogamer  | [ 8 ]  |
| GameSpot   | [ 11 ] |
| GameSpy    | [ 43 ] |
| GameZone   | [ 44 ] |
| IGN        | [ 7 ]  |
| PC Zone    | [ 45 ] |
| Игромания  | [ 46 ] |
| ЛКИ        | [ 47 ] |
| Страна игр | [ 48 ] |

### Відгуки
Кріс Робертс високо цінується у галузі бойових космічних симуляторів завдяки успіху його франшизи Wing Commander. Коли індустрія дізналася, що він створює новий такий симулятор, вони приділяли велику увагу до нього. Під час свого першого показу на E3 1999 року Freelancer Робертса здобув чотири відзнаки критиків, включно з найкращою грою показу (англ. Best Game of the Show). Журналісти на одному з наступних показів гри чекали до 90 хвилин, аби побачити хоч малу частину півгодинної демонстрації. Computer Gaming World, довіряючи баченню Робертса, назвав Freelancer грою, яка зробить революцію в ігровій індустрії. Невдовзі після випуску гри IGN назвав її грою місяця. Раніше, під час розробки, індустрія була в захваті від перспективи гри у світі, що змінюється без взаємодії гравця (динамічному світі), хоча й сумнівалася щодо можливості її реалізації з тогочасною технологією. Затримки у графіку та придбання Digital Anvil корпорацією Microsoft спричинило спекуляції, що найбільш обіцяну Робертсом можливість — динамічний світ — буде вирізано.
Проблеми було частково вирішено; можливості, хоча й не вирізано, але звужено, залишаючи Freelancer з віртуальним світом, який не виправдав очікувань індустрії. Він представляв статичну галактику, де території різних фракцій ніколи не змінювалися попри часті рейди та атаки груп, а ціни на товари лишалися сталими. Проте оглядачі з сайтів про відеоігри на кшталт Eurogamer і GameSpy прийняли обмеження та зосередилися на інших аспектах гри. Вони визнали відсутність розмаїття більшим недоліком гри за компромісний динамічний світ. За винятком однокористувацької кампанії гравці ніколи не зустрічали жодного запам'ятовуваного персонажа, адже майже всі розмовляють англійською. Згідно з Game Nation TV, після деякого часу гри кожен персонаж і місце стають настільки схожими, що гра нагадує «Зоряний шлях, схожий на ксеноморфний зоопарк». Більше того, замість розваги місії, що вимагають від пілота летіти за даними координатами та знищити ворогів там, настільки повторюються, що вони завдали клопоту оглядачам.
Графічне програмне забезпечення Freelancer було виконано за старою технологією, але це не применшило похвалу FiringSquad за художню якість гри. Прекрасні та реалістичні зображення всесвіту вразили й інших оглядачів, як-от GameCritics.com і Stratos Group. IGN навіть закохалися в ігрову графіку, описуючи її як «просто чудову» з найкращими вибухами та величезними кораблями. Керування польотом мишею та клавіатурою отримали високу оцінку індустрії. Деяким оглядачам було легко збивати ворожі кораблі за допомогою інтуїтивного керування, тоді як інші зазначили, що фігури вищого пілотажу на кшталт ухилення чи бочки (англ. Aileron roll) неможливо виконувати, що знижує повітряні бої до рівня простого та повторюваного «дожени або наздоженуть», що тьмяніє порівняно з іншими космічними симуляторами.
Стосовно сюжету, оглядачі погодилися з тим, що професійні актори, як-от Ян Зірінг, виконали гарну роботу з озвучення своїх персонажів. Однак, критики зазнав самотній голос, який озвучив усіх другорядних чоловічих персонажів, за свою монотонність і те, що всі його персонажі розмовляють однаково. Довгі заставки, які неможливо пропустити, розчарували ігрового журналіста Тома Чіка; він хотів пропустити їх і продовжити гру замість того, щоб бути змушеним переглядати шаблонну історію. Інші оглядачі також висловлювали свої розчарування сюжетом, наприклад, примушення вирушати до іншої зоряної системи у небажаний час, або покинути її без мети після раптового завершення кампанії.
FiringSquad сказали, що режим багатокористувацької гри Freelancer інкапсулює «найкраще і найгірше [ігор] одночасно»: хоча гравці можуть переміщувати своїх персонажів будь-куди, групувати з іншими для місій і торгувати кораблями й обладнанням, вони майже нічого не можуть більше робити у незмінній віртуальній галактиці. Попри ці обмеження, Stratos Group сказали, що радість гри зі справжніми суперниками є позитивним фактором; неігрові ж пілоти настільки невмілі, що керовані людиною пілоти зазвичай перевершують їх. Однак, оскільки місії практично одні й ті самі, IGN і GameCritics.com засумнівалися у тому, що гравці виконуватимуть їх із друзями. Більше того, IGN вважали, що безглуздо накопичувати гроші та висококласне обладнання, коли їх не вдасться перекинути на інші сервери. Брак сенсу та повторюваність призвели до цікавості ігрового сайту стосовно того, як довго протримається Freelancer як комерційний багатокористувацький продукт. Тоді як масові багатокористувацькі онлайн-ігри на кшталт EverQuest мають тисячі гравців у великій ігровій зоні, Freelancer може вмістити лише до 128; самотність гри в такому малонаселеному віртуальному світі дав UGO підстави перейматися тривалістю життя багатокористувацького режиму Freelancer.
Загалом оглядачі визнали гру Freelancer такою, що не виправдала обіцянок, які спочатку давав Робертс; однак, вона продемонструвала високу якість роботи у реалізованих можливостях. Різні концепції, змішані разом, сформували розважальний продукт. Він ніколи не порушував або підіймав планку свого жанру, але пишався високою вартістю продукції та, як було сказано, коштував багато грошей. Гра, однак, була розслаблюваною[прояснити] для тих, хто був зачарований рекламованими та обіцяними початковими концепціями, більшість яких ніколи не було реалізовано. Freelancer був «надзвичайно амбітною грою», як відзначив Кріс Робертс, для компанії з розробки без необхідного капіталу та ресурсів.
Редактори Computer Gaming World номінували Freelancer на свою нагороду 2003 року «Шутер року», який зрештою поступився Call of Duty. Вони писали: «Freelancer вразив нас своїми захоплюваним міжзоряним світом, дикими боями й амбітно відкритим дизайном, але він не може змагатися з кінематографічним видовищем Європи у стані війни».